# Sanne (Adelsgeschlecht)

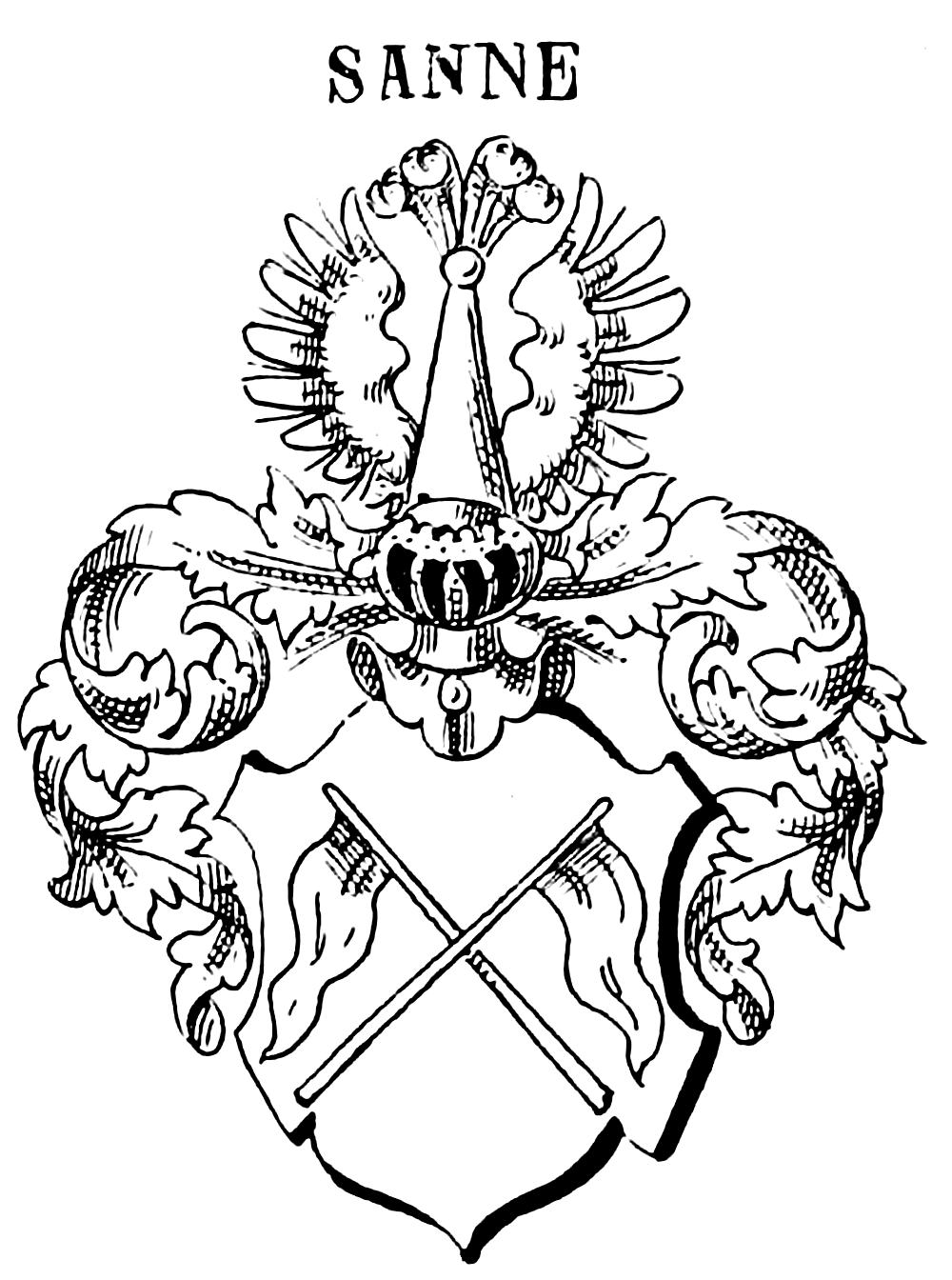
Wappen derer von Sanne in Siebmachers Wappenbuch

Siegel Otto von Sanne 1399

Sanne ist der Name eines alten in der Altmark und Pommern begüterten Adelsgeschlecht.

## Geschichte
Die Familie von Sanne findet man schon 1272 im genannten gleichnamigen Stammhaus unweit von Stendal, welches 1301 in Pommern zu Luckow bei Ueckermünde und in der Altmark zu Jarchau gesessen hat.
Bei einem Vergleich zwischen den Vorständen der Stadt Stendal einerseits und dem Domkapitel andererseits über die Steuerfreiheit der domherrlichen Curien, vom 7. Jan. 1272 erschien ein Cunrado de Sanne in der Zeugenliste.
1295 erscheint der Arnoldus von Sanne in einer Urkunde des Fürsten Otto I.
Das Kapitel der Marienkirche zu Stettin bezeugte am 14. Februar 1300, dass der Domherr Conrad von Sanne im Dorfe Luckow acht Hufen erkauft hat, die ihm für seine Lebenszeit zustehen sollen.
Eine Geldhebung von den Wiesen bei Hassel erwarb der Knappe Claus von Sanne und wies diese am 22. März 1411 dem Liebfrauenaltar in der Kirche zu Sanne zu.
Claus und Achim von Sanne nebst Ulrich von Einwinkel versetzten am 9. November 1411 dem Kammermeister und den Vicarien in Stendal eine Hebung aus Iden.
Jacob von Sanne aus Garchow (Jarchau) erlaubte am 5. April 1484 einem seiner Untertanen einen Rentenverkauf an das Domstift vorzunehmen.
Hans und Degenhard Boeß zu Hundisburg verpfändeten am 24. Juni 1510 einige Hebungen daselbst an Nicolaus Sanne Domherrn zu Magdeburg.
Die Familie Vinzelberg verkaufte Besitzungen in Garchow (Jarchau) am 22. April 1493 an die Familie von Sanne.
Achim Sanne zu Berge verkaufte mit Zustimmung seines Junkers, Heinrich Klötze zu Stendal, am 23. Juni 1516 dem Getraud-Hospital zu Werden eine Rente. Friedrich und Mathias Vinzelberg verpfändeten am 25. November 1528 dem Besitzer des Schulzenhofs zu Garchow (Jarchau), Christoph von Sanne, eine Getreidehebung von diesem Hofe.
Im 16. Jahrhundert kauften die von Klötze einen Rittersitz von denen von Sanne.
Christoph von Sanne († 1604)auf Garchow (Jarchau), kurbrandenburgischer Oberst, war verheiratet mit Elisabeth von Retzdorff, der Tochter des Matthiä von Retzdorff. Da aus dieser Ehe keine Söhne hervorgingen, erlosch die Linie zu Jarchau im Mannesstamm.
Die Familie selbst existiert noch, wie Funde in Kirchenbüchern, z. B. von Oldenburg, Westfalen aber auch in Volkszählungen in Amerika vermuten lassen.

## Besitztümer
Sanne, Jarchau, Luckow, Iden

## Wappen / Siegel
Siegel: In dem vorliegenden Siegel ist der Schild mit dem Helmschmuck (Federnkleinod zwischen zwei Fähnchen) bezeichnet.
Wappen: Schild: Zwei gekreuzte Fahnen mit herabflatternden spitzen Wimpeln. Helm: Offener Flug, dazwischen ein aufgerichteter Spickel, oben mit Straußfedern besteckt.